# Aeroportul Akjoujt
Aeroportul Akjoujt (IATA: AJJ, ICAO: GQNJ) este un aeroport din Mauritania ce deservește zona Akjoujt. A fost numit după zona deservită.
Situat la o altitudine de 123 m, aeroportul dispune de o singură pistă.